# Tübinger Stift
El Tübinger Stift o seminario de Tubinga es una residencia de estudiantes e institución de enseñanza de la Iglesia protestante en Wurtemberg situada en Tubinga. Fue fundado en 1536 por el duque Ulrico para los estudiantes nativos de Wurtemberg que quisieran ser ministros religiosos o maestros. Reciben una beca que cubre sustento, hospedaje y otros gastos. En el Stift, desde sus comienzos se ha dado una gran importancia a la filosofía y la filología. Entre sus estudiantes y docentes ha habido famosos teólogos, filósofos, poetas y sabios de otras artes y ciencias.

## Estudiantes famosos del pasado
- Nikodemus Frischlin, poeta, humanista (1547-1590)
- Michael Mästlin, astrónomo, matemático (1550-1631)
- Johannes Kepler, astrónomo (1571-1630)
- Johann Valentin Andreä, teólogo (1586-1654)
- Wilhelm Schickhardt, teólogo, astrónomo, científico universal (1592-1635)
- Johann Albrecht Bengel, teólogo (1687-1752)
- Friedrich Christoph Oetinger, teólogo (1702-1782)
- Karl Friedrich Reinhard, político y diplomático francés (1761-1837)
- Karl Philipp Conz, poeta, escritor (1762-1827)
- Friedrich Hölderlin, poeta (1770-1843)
- Georg Wilhelm Friedrich Hegel, filósofo (1770-1831)
- Friedrich Schelling, filósofo (1775-1854)
- Gustav Schwab, ministro, poeta, escritor (1792-1850)
- Ferdinand Christian Baur, teólogo (1792-1860)
- August Pauly, filólogo (1796-1845)
- Wilhelm Hauff, escritor (1802-1827)
- Wilhelm Waiblinger, poeta, escritor (1804-1830)
- Eduard Mörike, ministro y poeta (1804-1875)
- Friedrich Theodor Vischer, escritor, profesor de literatura (1807-1887)
- David Friedrich Strauß, teólogo, filósofo, escritor (1808- 1874)
- Hermann Kurz, poeta, escritor (1813-1873)
- Eduard Zeller, teólogo, filósofo (1814-1908
- Georg Herwegh, poeta, revolucionario (1817-1875)
- Ferdinand von Hochstetter, profesor, teólogo, mineralogista, geólogo, naturalista (1829 - 1884)
- Albert Schäffle, economista, sociólogo, político (1831-1903)
- Eberhard Nestle, teólogo, orientalista (1851-1913)
- Hans Vaihinger, filósofo (1852-1933)
- Johannes Hieber, político (1862-1951)
- Karl Heim, teólogo (1874-1958)
- Edwin Hoernle, político (1883-1952)